# Parablennius pilicornis
Parablennius pilicornis — вид морських собачок. Зустрічається в східній Атлантиці від Іспанії та Португалії до Намібії, також в Середземномор'ї біля Марокко, Алжиру, Іспанії. У південно-західній Атлантиці відзначаються біля узбережжя Бразилії і Патагонії, Аргентина. Крім того відому із західної частини Індійського океану від Наталя до Книсни в Південній Африці. Морська демерсальна субтропічна риба, що сягає 12.7 см довжиною.